# Onthophagus doisuthepensis
Onthophagus doisuthepensis é uma espécie de inseto do género Onthophagus da família Scarabaeidae da ordem Coleoptera.

## História
Foi descrita cientificamente pela primeira vez no ano de 1989 por Masumoto.